# 獨立航空1851號班機空難
獨立航空1851號班機是由美國獨立航空（Independent Air）營運的一班由意大利貝爾加莫經葡萄牙亞速爾群島飛往多米尼加共和國蓬塔卡納的旅遊包機。一架載有137名意大利旅客及7名美國機組人員的波音707於1989年2月8日執行此班包機，在亞速爾群島撞山墜毀，機上144人全部遇難。此事故為葡萄牙最嚴重的航空事故。

## 事故經過
1851號班機於上午10點04分從貝爾加莫機場起飛。下午1點56分，班機被准許向聖瑪利亞機場的19號跑道進行儀錶進近，但一名見習空管員向飛行員報告了比實際高900帕的压力高度，飛行人員並沒有對進近做包括最低安全高度的簡要指示，以為最小安全高度是2,000英尺，而不是要求的3,000英尺。
當地時間下午2點07分，客機在高度213公尺處進入雲層，隨後地面迫近警告系統發出警報，客機在氣流中開始爬升，但飛行人員沒有作出反應。下午2點08分12秒，這架客機撞上了皮庫山（Pico Alto）一側並且起火，導致機上144人全部罹難，大多數罹難者的遺體支離破碎。

## 原因
事故的可能原因為機組人員未能注意標準操作程序，副機長與塔臺溝通不暢，機組人員經驗不足。

## 外部連結
- Airliners.net 失事客機N7231T照片 （页面存档备份，存于）
- 失事客機最後通話